# Michael Swanwick
Michael Jurgen Swanwick (ur. 18 listopada 1950 w Schenectady) – amerykański pisarz fantasy i science fiction oraz krytyk fantastyki. Jeden z najbardziej płodnych i najczęściej nagradzanych twórców s-f ostatnich lat. Zajmuje się także teorią fantastyki. Mieszka w Filadelfii.

### Powieści
- In the Drift (1984)
- Próżniowe kwiaty (Vacuum Flowers 1987)
- Stacje przypływu (Stations of the Tide 1991)
- Córka żelaznego smoka (The Iron Dragon’s Daughter 1993)
- Jack Faust (1997)
- Bones of the Earth (2002)
- Smoki Babel (The Dragons of Babel 2008)
- Dancing With Bears (2011)
- Chasing the Phoenix (2015)
- Matka żelaznego smoka (The Iron Dragon’s Mother 2019)
- City Under the Stars (2020, współaut. Gardner Dozois)

### Krótkie formy przetłumaczone na język polski
- Próżniowe kwiaty. Stacje przypływu. Opowiadania najlepsze
  - Uczta świętej Janis (The Feast of Saint Janis)
  - Ginungagap
  - Koń trojański (Trojan Horse)
  - Opowieść zimowa (A Midwinter's Tale)
  - Na brzegu świata (The Edge of the World)
  - Jajo gryfa (Griffin's Egg)
  - Opowieść podrzutka (The Changeling's Tale)
  - Na północ od niby-niby (North of Diddy-Wah-Diddy)
  - Fale radiowe (Radio Waves)
  - Martwi (The Dead)
  - Matka świerszcz (Mother Grasshopper)
  - Świetliste bramy (Radiant Doors)
  - Jako w maszynie pulsuje życie (The Very Pulse of the Machine)
  - Dzikie umysły (Wild Minds)
  - Scherzo z tyranozaurem (Scherzo with Tyrannosaur)
  - Cygański obdartus (The Raggle Taggle Gypsy-O)
  - Pies powiedział „hau” (The Dog Said Bow-Wow)
  - Powolne życie (Slow Life)
  - Legiony czasu (Legions in Time)
  - Lato z triceratopsem (Triceratops Summer)
  - Oto uszliśmy przed upadkiem dumnej Babel (From Babel's Fall'n Glory We Fled...)

### Inne
- Ice Age (Epoka lodowcowa 1984)
- Bogowie Marsa (The Gods of Mars 1985, współaut. Gardner Dozois i Jack Dann)
- Jest tu ktoś z Utah? (Anyone Here from Utah? 1985)
- Pojedynek (Dogfight 1985, współaut. William Gibson)
- Przymierze dusz (Covenant of Souls 1986)
- Mądrości starej Ziemi (The Wisdom of Old Earth 1997)
- Pięć brytyjskich dinozaurów (Five British Dinosaurs 2002)
- Imperium Lorda Weltszmerca (Lord Weary’s Empire 2006)
- Mały pokój w Koboldtown (A Small Room in Koboldtown 2007)
- Urdumheim (2007)
- Konik z Dalarny (The Dala Horse 2011)
- Wędrówka Ziemi (Passage of Earth 2014)
- Ostatnie dni starej nocy (Last Days of Old Night 2022)

### Eseje
- User's Guide to the Postmoderns (1986)
- The Postmodern Archipelago (1997)

## Nagrody
- Stacje przypływu (Nebula 1991)
- Na brzegu świata (Sturgeon 1989)
- Jako w maszynie pulsuje życie (Hugo 1999)
- Scherzo z tyranozaurem (Hugo 2000)
- Pies powiedział „hau” (Hugo 2002)
- Powolne życie (Hugo 2003)
- Legiony czasu (Hugo 2004)